# 刘易斯·布朗
刘易斯·布朗（英語：Lewis Brown，1955年2月19日—），美国NBA联盟前职业篮球运动员。他在1977年的NBA选秀中第4轮第3顺位被密尔沃基雄鹿选中。